# Bop (DaBaby)
Bop è un singolo del rapper statunitense DaBaby, pubblicato il 19 novembre 2019 come secondo estratto dal secondo album in studio Kirk.

## Video musicale
Il video musicale è stato pubblicato su YouTube il 16 novembre 2019 ed è stato diretto dal team di produzione Reel Goats. È in stile " musical hip-hop di Broadway" e presenta un flash mob con la crew statunitense Jabbawockeez. James Rico, il capo del team Reel Goats, ha dichiarato di essersi ispirato dalle sequenze introduttive della serie di film Austin Powers. Rico ha anche affermato di aver cercato di ricreare la stessa sensazione di comunità nel video musicale, traendo ulteriore ispirazione da Rocky, con l'obiettivo finale di ricreare una "versione rap" della scena introduttiva del film La La Land.

## Tracce
Testi e musiche di Jonathan Kirk, Tahj Morgan e Anton Mendo.
1. Bop – 2:39

## Classifiche

### Classifiche settimanali
| Classifica (2019-20)      | Posizione massima |
| ------------------------- | ----------------- |
| Australia                 | 63                |
| Belgio (Fiandre)          | 8                 |
| Belgio (Vallonia)         | 25                |
| Canada                    | 23                |
| Francia                   | 84                |
| Irlanda                   | 39                |
| Nuova Zelanda             | 38                |
| Paesi Bassi               | 100               |
| Portogallo                | 49                |
| Regno Unito               | 66                |
| Stati Uniti               | 11                |
| Stati Uniti (R&B/Hip-hop) | 4                 |
| Svezia                    | 5                 |
| Svizzera                  | 49                |

### Classifiche di fine anno
| Classifica (2020) | Posizione |
| ----------------- | --------- |
| Canada            | 70        |
| Portogallo        | 125       |
| Stati Uniti       | 29        |